# Хрисант Гревенски
Хрисант (на гръцки: Χρύσανθος) е православен духовник, митрополит на Охридската архиепископия.

## Биография
Хрисант е споменат като гревенски митрополит в ктиторския надпис от църквичката „Свети Апостоли“ в Пилори, датиран 20 септември 1720 година. Втори път е споменат в ктиторския надпис на храма „Свети Димитър“ в Амигдалиес (Пикривеница), датиран 30 август 1728 година.